# Gobierno Reinfeldt
El Gobierno Reinfeldt es el quincuagésimo segundo gobierno de Suecia. Tomó posesión el 6 de octubre de 2006 como sucesor del Gobierno Persson. Tras ser ratificado en las elecciones de 2010, el Gobierno Reinfeld fue derrotado en las elecciones de 2014, y cedió el poder al Primer Gobierno Löfven, el 3 de octubre de 2014.

## Composición
Formado tras las Elecciones generales de Suecia de 2006, fue presidido por Fredrik Reinfeldt del Partido Moderado, en una coalición de centroderecha denominada Alianza por Suecia, que reagrupaba el Partido Popular Liberal, el Partido del Centro, y los Demócratas Cristianos. Fue confirmado después de las Elecciones generales de Suecia de 2010.
El gobierno tomó posesión el 6 de octubre de 2006 y estaba formado por el primer ministro y 22 ministros. En 2010, tras las Elecciones legislativas, Reinfeldt hizo algunos cambios. El nuevo gobierno tomó posesión el 5 de octubre de 2010, con 23 ministros. El reparto de carteras de los miembros del gobierno se puede resumir así:
- Partido Moderado: Primer ministro y 10 ministros (luego 12);
- Partido del Centro: 5 ministros (luego 4);
- Partido Popular Liberal: 4 ministros;
- Demócratas Cristianos: 3 ministros

## Apoyo parlamentario
Con base en las explicaciones de voto expresadas por los grupos parlamentarios en la moción de confianza el 6 de octubre de 2006, el apoyo parlamentario al gobierno se puede resumir de la siguiente manera:
| Camara  | Candidato         | Fecha                                                     | Voto |     |    |    |    |    |    |    | Votos   |
| ------- | ----------------- | --------------------------------------------------------- | ---- | --- | -- | -- | -- | -- | -- | -- | ------- |
| Riksdag | Fredrik Reinfeldt | 6 de octubre de 2006 Mayoría absoluta requerida (175/349) | Sí   |     | 97 | 29 | 28 | 24 |    |    | 178/349 |
| Riksdag | Fredrik Reinfeldt | 6 de octubre de 2006 Mayoría absoluta requerida (175/349) | No   | 130 |    |    |    |    | 22 | 19 | 171/349 |
| Riksdag | Fredrik Reinfeldt | 6 de octubre de 2006 Mayoría absoluta requerida (175/349) | Abs. |     |    |    |    |    |    |    | 0/349   |

## Gabinete
| Retrato                                            | Cargo                                               | Nombre                    | Período                  | Período                  | Partido               | Partido               | Ref. |  |
| Retrato                                            | Cargo                                               | Nombre                    | Inicio                   | Fin                      | Partido               | Partido               | Ref. |  |
| -------------------------------------------------- | --------------------------------------------------- | ------------------------- | ------------------------ | ------------------------ | --------------------- | --------------------- | ---- |  |
|                                                    | Primer Ministro                                     | Fredrik Reinfeldt         | 6 de octubre de 2006     | 3 de octubre de 2014.    |                       | Partido Moderado      |      |  |
|                                                    | Viceprimer Ministro de Suecia.                      | Maud Olofsson             | 6 de octubre de 2006     | 5 de octubre de 2010     |                       | Partido del Centro    |      |  |
|                                                    | Viceprimer Ministro de Suecia.                      | Jan Björklund             | 5 de octubre de 2010     | 3 de octubre de 2014.    |                       | Liberales             |      |  |
|                                                    | Ministra de Asuntos Europeos                        | Cecilia Malmström         | 6 de octubre de 2006     | 22 de enero de 2010      |                       | Liberales             |      |  |
|                                                    | Ministra de Asuntos Europeos                        | Birgitta Ohlsson          | 2 de febrero de 2010     | 3 de octubre de 2014.    |                       | Liberales             |      |  |
|                                                    | Ministra de Justicia                                | Beatrice Ask              | 6 de octubre de 2006     | 3 de octubre de 2014.    |                       | Partido Moderado      |      |  |
|                                                    | Ministro de Inmigración y Políticas de Asilo        | Tobias Billström          | 6 de octubre de 2006     | 3 de octubre de 2014.    |                       | Partido Moderado      |      |  |
|                                                    | Ministro de Asuntos Extranjeros                     | Carl Bildt                | 6 de octubre de 2006     | 3 de octubre de 2014.    |                       | Partido Moderado      |      |  |
|                                                    | Ministro de Comercio                                | Maria Borelius            | 6 de octubre de 2006     | 14 de octubre de 2006    |                       | Partido Moderado      |      |  |
|                                                    | Ministro de Comercio                                | Sten Tolgfors             | 24 de octubre de 2006    | 6 de septiembre de 2007  |                       | Partido Moderado      |      |  |
|                                                    | Ministro de Comercio                                | Ewa Björling              | 12 de septiembre de 2007 | 3 de octubre de 2014.    |                       | Partido Moderado      |      |  |
|                                                    | Ministra de Cooperación al desarrollo internacional | Gunilla Carlsson          | 6 de octubre de 2006     | 17 de septiembre de 2013 |                       | Partido Moderado      |      |  |
|                                                    | Ministra de Cooperación al desarrollo internacional | Hillevi Engström          | 17 de septiembre de 2013 | 3 de octubre de 2014.    |                       | Partido Moderado      |      |  |
|                                                    | Ministra de Defensa                                 | Mikael Odenberg           | 6 de octubre de 2006     | 5 de septiembre de 2007  |                       | Partido Moderado      |      |  |
|                                                    | Ministra de Defensa                                 | Sten Tolgfors             | 5 de septiembre de 2007  | 29 de marzo de 2012      |                       | Partido Moderado      |      |  |
|                                                    | Ministra de Defensa                                 | Catharina Elmsäter-Svärd  | 29 de marzo de 2012      | 18 de abril de 2012      |                       | Partido Moderado      |      |  |
|                                                    | Ministra de Defensa                                 | Karin Enström             | 18 de abril de2012.      | 3 de octubre de 2014.    |                       | Partido Moderado      |      |  |
|                                                    | Ministro de Asuntos Sociales                        | Göran Hägglund            | 6 de octubre de 2006     | 3 de octubre de 2014.    |                       | Demócratas Cristianos |      |  |
|                                                    | Ministro de Administración Pública y Aloje          | Stefan Attefall           | 6 de octubre de 2006     | 3 de octubre de 2014.    | Demócratas Cristianos |                       |      |  |
|                                                    | Ministro de la Seguridad Social                     | Cristina Husmark Pehrsson | 6 de octubre de 2006     | 5 de octubre de 2010     |                       | Partido Moderado      |      |  |
|                                                    | Ministro de la Seguridad Social                     | Ulf Kristersson           | 5 de octubre de 2010     | 3 de octubre de 2014.    |                       | Partido Moderado      |      |  |
|                                                    | Ministro de Finanzas                                | Mats Odell                | 6 de octubre de 2006     | 3 de octubre de 2014.    |                       | Partido Moderado      |      |  |
|                                                    | Ministro de Mercados Financieros                    | Peter Norman              | 6 de octubre de 2006     | 3 de octubre de 2014.    |                       | Partido del Centro    |      |  |
|                                                    | Ministro de Educación                               | Lars Leijonborg           | 6 de octubre de 2006     | 12 de septiembre de 2007 |                       | Liberales             |      |  |
|                                                    | Ministro de Educación                               | Anders Borg               | 12 de septiembre de 2007 | 3 de octubre de 2014.    |                       | Liberales             |      |  |
| Ministro Educación Secundaria, Adultos y Formación | 6 de octubre de 2006                                | Anders Borg               | 3 de octubre de 2014.    |                          |                       | Liberales             |      |  |
|                                                    | Ministro de Instrucción superior e Investigación    | Lars Leijonborg           | 12 de septiembre de 2007 | 17 de junio de 2009      |                       | Liberales             |      |  |
|                                                    | Ministro de Instrucción superior e Investigación    | Tobias Krantz             | 17 de junio de 2009      | 5 de octubre de 2010.    |                       | Liberales             |      |  |
|                                                    | Ministra para la Igualdad de Género y la Democracia | Nyamko Sabuni             | 5 de octubre de 2010     | 21 de enero de 2013      |                       | Liberales             |      |  |
|                                                    | Ministra para la Igualdad de Género y la Democracia | Maria Arnholm             | 21 de enero de 2013      | 3 de octubre de 2014.    |                       | Liberales             |      |  |
|                                                    | Ministro de Agricultura                             | Eskil Erlandsson          | 6 de octubre de 2006     | 3 de octubre de 2014.    |                       | Partido del Centro    |      |  |
|                                                    | Ministro de Ambiente                                | Andreas Carlgren          | 6 de octubre de 2006     | 29 de septiembre de 2011 |                       | Partido del Centro    |      |  |
|                                                    | Ministro de Ambiente                                | Lena Ek                   | 29 de septiembre de 2011 | 3 de octubre de 2014.    |                       | Partido del Centro    |      |  |
|                                                    | Ministra de Empresas                                | Maud Olofsson             | 6 de octubre de 2006     | 29 de septiembre de 2011 |                       | Partido del Centro    |      |  |
|                                                    | Ministra de Empresas                                | Annie Lööf                | 29 de septiembre de 2011 | 3 de octubre de 2014.    |                       | Liberales             |      |  |
|                                                    | Ministra de Digitalización y Comunicaciones         | Anna-Karin Hatt           | 6 de octubre de 2006     | 3 de octubre de 2014.    |                       | Partido del Centro    |      |  |
|                                                    | Ministra de Infraestructuras                        | Åsa Torstensson           | 6 de octubre de 2006     | 5 de octubre de 2010     |                       | Partido del Centro    |      |  |
|                                                    | Ministra de Infraestructuras                        | Catharina Elmsäter-Svärd  | 5 de octubre de 2010     | 3 de octubre de 2014.    |                       | Partido del Centro    |      |  |
|                                                    | Ministra de Cultura y Deporte                       | Cecilia Stegö Chilò       | 6 de octubre de 2006     | 16 de octubre de 2006    |                       | Liberales             |      |  |
|                                                    | Ministra de Cultura y Deporte                       | Lars Leijonborg           | 16 de octubre de 2006    | 24 de octubre de 2006    |                       | Partido Moderado      |      |  |
|                                                    | Ministra de Cultura y Deporte                       | Lena Adelsohn Liljeroth   | 24 de octubre de 2006.   | 3 de octubre de 2014.    |                       | Partido Moderado      |      |  |
|                                                    | Ministra de Trabajo                                 | Sven Ocho Littorin        | 6 de octubre de 2006     | 7 de julio de 2010       |                       | Partido Moderado      |      |  |
|                                                    | Ministra de Trabajo                                 | Tobias Billström          | 7 de julio de 2010       | 5 de octubre de 2010     |                       | Partido Moderado      |      |  |
|                                                    | Ministra de Trabajo                                 | Hillevi Engström          | 5 de octubre de 2010     | 17 de septiembre de 2013 |                       | Partido Moderado      |      |  |
|                                                    | Ministra de Trabajo                                 | Elisabeth Svantesson      | 17 de septiembre de 2013 | 3 de octubre de 2014.    |                       | Partido Moderado      |      |  |
|                                                    | Ministro de Integración                             | Erik Ullenhag             | 5 de octubre de 2010.    | 3 de octubre de 2014.    |                       | Liberales             |      |  |